# Растислаєвка
Растисла́євка (рос. Растислаевка, ерз. Растислаевка) — присілок у складі Великоігнатовського району Мордовії, Росія. Входить до складу Вармазейського сільського поселення.

## Населення
Населення — 7 осіб (2010; 28 у 2002).
Національний склад (станом на 2002 рік):
- росіяни — 86 %